# مونيا عقعقي
مونيا عقعقي (الاسم العلمي: Lonchura fringilloides) (بالإنجليزية: Magpie Munia)‏ هي نوع من الطيور تتبع جنس المونيا من فصيلة شمعية المنقار.